# Таубин, Рафаил Абрамович
Рафаил Абрамович Таубин (1906 — 20 февраля 1976) — советский учёный, доктор исторических наук, профессор Ульяновского государственного педагогического института имени И. Н. Ульянова.

## Биография
Родился 13.10.1906 г. в г. Хвалынск Саратовской области.
После ареста П. С. Рыкова в 1937 году — декан исторического факультета и заведующий кафедрой истории народов СССР в Саратовском государственном университете.
Исследовательская деятельность его была направлена на изучение проблем общественного движения в России в 1850-е и научного краеведения. В 1940 передал должность доценту Б. С. Зевину, а вскоре отправился на фронт Великой Отечественной войны. Служил в Высшем военно-педагогическом институте.
С 1945 до 1976 преподавал в Ульяновском государственном педагогическом институте.
Скончался 20 февраля 1976 года. Похоронен на Северном кладбище Ульяновска.

## Семья
Дети: Таубин Евгений Рафаилович